# Speed metal

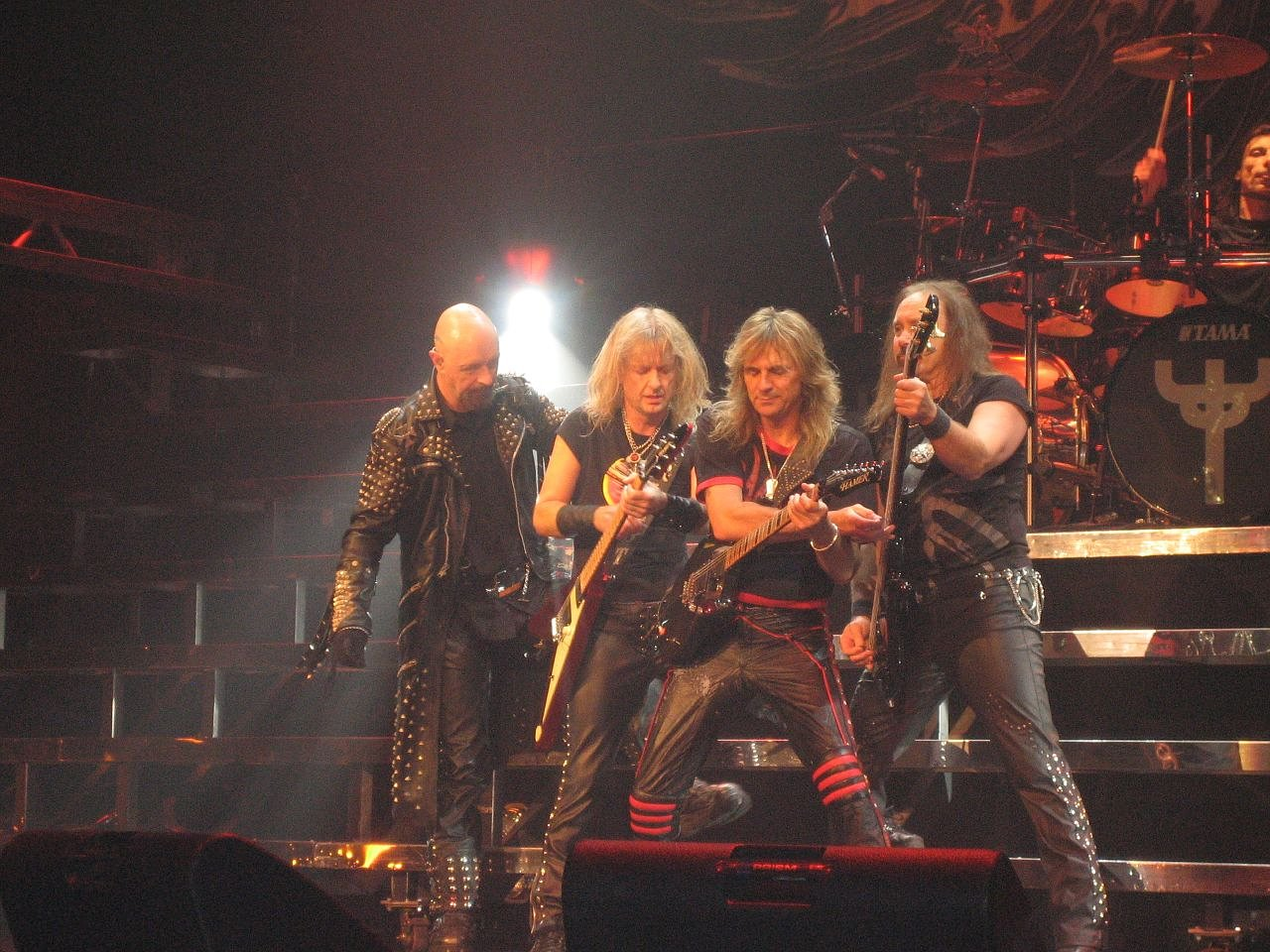
Judas Priest 2005

Speed metal är en mindre väldefinierad subgenre till Heavy Metal. Från början så var Speed Metal en tidig, mer eller mindre melodiös prototyp av det som sedan skulle utvecklas till både Thrash Metal och Power Metal.
Det är svårare att urskilja en distinkt skillnad i Speed Metal än i andra grenar eftersom Speed Metal ofta inte var den primära influensen utan mer en sekundär definition och smälte ihop. Som genrebenämning förekom speed metal flitigast under tidigare och senare halvan av 1980-talet. I dag nämns genren nästan enbart i syftning på dåtida band - alternativt band som imiterar deras sound. Termen definieras inte heller alltid som en egen genre, utan används snarare som en benämning på heavy metal spelad med en mycket snabb taktfast rytm i högt tempo. Spelstilen är snarlik dagens mer finslipade power metal, men musiken är mindre melodiös och aggressivare framförd.
Ett Välkänt, relativt tidiga exempel på speed metal-låtar är Accepts "Fast as a Shark" (1982). Det mest fulländade speed metal-albumet brukar anses vara Judas Priests Painkiller utgivet 1990. Samma år utkom även Megadeths Rust in Peace, en av de mest sofistikerade thrash/speed metal-hybriderna.
Speed metal är nära besläktat med thrash metal, men är mer melodiskt och mindre punkigt. Många anser att thrash utvecklades ur speed metal - tidiga album av Anthrax, Slayer och Metallica innehåller tydliga speed metal-element.

## Kända speed metal-band
- Accept
- Agent Steel
- Anthrax
- Annihilator
- Anvil
- Galneryus
- Grave Digger
- Helloween
- Judas Priest
- Kreator
- Megadeth
- Metal Church
- Metallica
- Motörhead
- Nevermore
- Nuclear Assault
- Onslaught
- Overkill
- Pantera
- Rage
- Razor
- Running Wild
- Exciter (band)
- Sepultura
- Slayer
- Testament
- Venom
- Vhäldemar
- X-Japan